# インド型装輪装甲輸送車

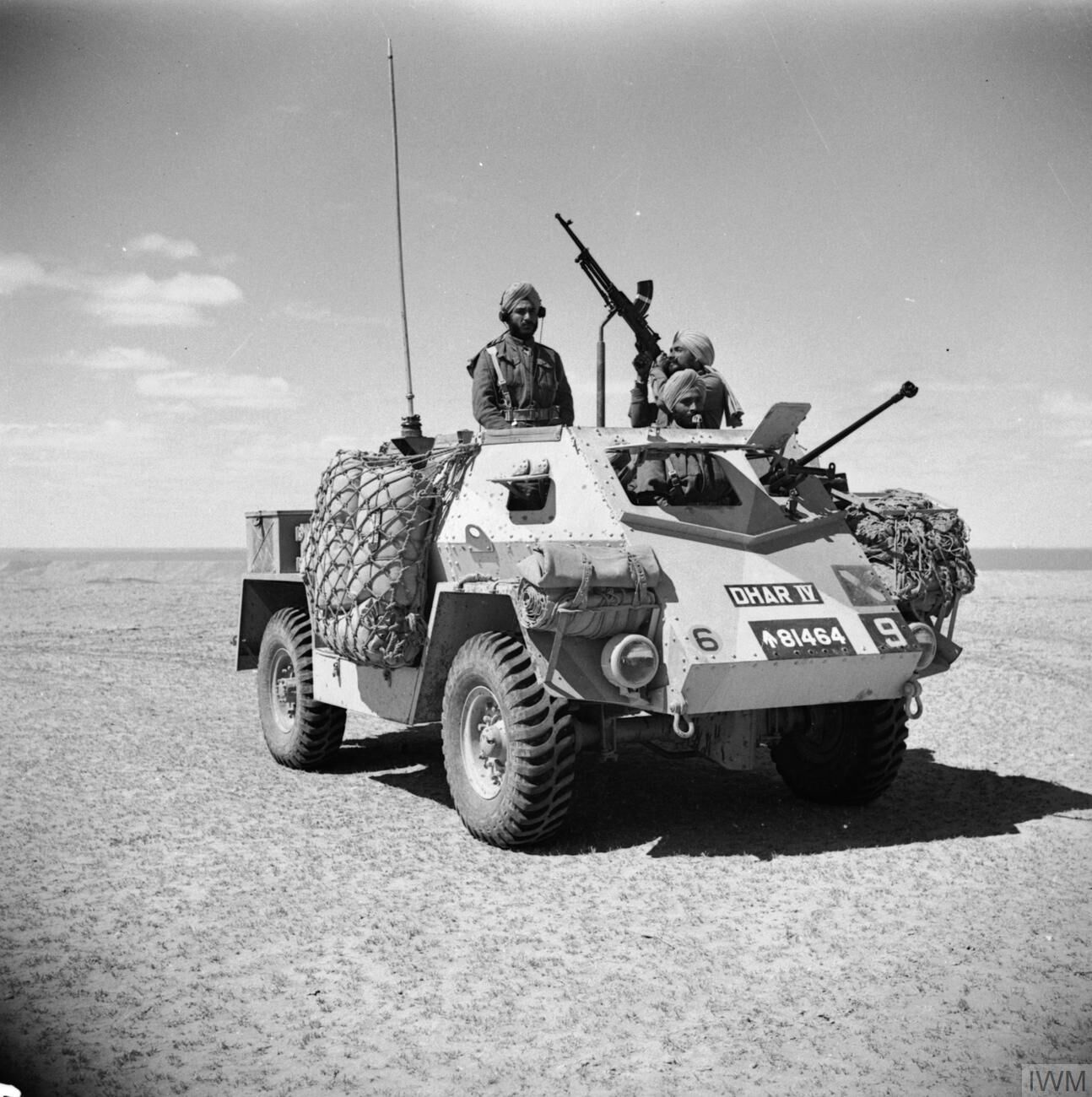
An Indian Pattern Carrier Mk IIA named 'Dhar IV', North Africa, 10 April 1942.

インド型装輪装甲輸送車 (ACV-IP)は、インド型輸送車、または他の類似した名前のもと、第二次世界大戦中にインドで生産された装輪装甲車である。これらのタタ・ロコモーティブの生産車両は、工場の所在地からタタナーガースと呼ばれた。

## 歴史
第二次世界大戦の勃発により、イギリス本国はイギリス連邦のための装甲戦闘車の需要を満たせなかった。そこで多くの連邦国は、自前の車両を開発するに至った。戦車のように重装甲な車両の開発には、それらの国に欠けている先進産業を必要としたため、大部分の開発された戦闘車輛は装甲車であり、輸出車の車体をしばしば基として改修したものであった。インドでは一連の装甲車両が開発され、インド型装輪装甲輸送車、またはACV-IPと呼ばれた。これらの車輛はカナダから輸出された、フォード・モーター、ゼネラルモーターズのCMPトラックの車体を利用していた。
装甲部分はインド鉄道会社で組み立てられた。兵装は一般的にブレン軽機関銃を装備し、少数の派生型は小さな砲塔を備え、ボーイズ対戦車ライフルを搭載した。No. 19無線機が装備された。この車輛は1940年から1944年まで生産され、総計4,655輌が作られた。
ACV-IPは、極東、中東、北アフリカ戦線およびイタリア戦線で、インド軍部隊に使用された。一般的な用途は師団隷下の偵察連隊が用いる偵察車両、兵員輸送車、対空兵器輸送車、または前進観測車である。

## 派生型
- マークI 初期のバージョンである。フォードのモデル1940トラックの車体と前部のエンジンを用い、マーモン・ハリントンの四輪駆動キットを装備した。
- マークII フォードのCO11QRF 車体を用いた。（全輪駆動形式、後部エンジン位置、右側に操縦席を持つ）
- マークIIA 修正された装甲車体を持つ。
- マークIIB 装甲が厚くされた。
- マークIIC フォードのC191QRF 車体を使用し、装甲天井とブレン軽機関銃を装備する砲塔を備えた。
- マークIII マークIICと同様だがわずかに車体が変更された。276輌生産。
- マークIV フォードのC291QR 車体を使用。開放型の車体である。